# Renata Corrêa Martins
Renata Corrêa Martins (1968) es una bióloga, botánica, taxónoma, curadora, etnobotánica, y profesora brasileña.

## Biografía
En 1989, obtuvo una licenciatura en ciencias biológicas (modalidade médica) por la Pontificia Universidad Católica de Goiás; la maestría en botánica (área de concentración taxonomía vegetal) supervisada por el Dr. Tarciso de Sousa Filgueiras, y defendiendo la tesis: A família Arecaceae no Distrito Federal (Brasil), por la Universidad de Brasilia (2000). Y por la misma casa de estudios, el doctorado, en 2012.
Entre 1992 a 1993, cumplió un perfeccionamiento en enzimología, por la Universidad de Brasilia, UNB, Brasil, realizando la tesina: Aislamiento y caracterización de enzimas xilanolíticas de Aspergillus sp. Su supervisor fue Edivaldo Ximenes Ferreira Filho. Y se financió como becaria del Consejo Nacional de Desarrollo Científico y Tecnológico, CNPq, Brasil.
Estudia la familia Arecaceae (Palmae); y, lleva a cabo investigaciones en el Cerrado en florística, taxonomía y etnobotánica. Desde 2004, como profesora suplente del Departamento de botánica (IB / UNB) dio las disciplinas de etnobotánica del Cerrado y morfología y taxonomía de fanerofíticas. Actualmente participa en el proyecto Reflora del centro oeste en la UNB.

## Algunas publicaciones
- MARTINS, R. C.; FILGUEIRAS, T. S.; GRACIANO-RIBEIRO, D.; SOMAVILLA, N.S. 2015. A new species of Allagoptera (Arecaceae) from the Cerrado of central Brazil. Phytotaxa: a rapid international journal for accelerating the publication of botanical taxonomy 197: 1-3

- MARTINS, RENATA C.; FILGUEIRAS, TARCISO DE S.; ALBUQUERQUE, ULYSSES P. 2014. Use and Diversity of Palm (Arecaceae) Resources in Central Western Brazil. The Scientific World Journal: 1-14

- MARTINS, R. C.; FILGUEIRAS, T. S. 2012. Roteiro Morfológico para coleta de palmeiras (Arecaceae) no Cerrado. Heringeriana 4: 51

- MARTINS, R. C.; FILGUEIRAS, T. S.; ALBUQUERQUE, U. P. 2012. Ethnobotany of Mauritia flexuosa (Arecaceae) in a Maroon Community in Central Brazil. Economic Botany 66: 91-98

- AMARAL, A. G.; MUNHOZ, C. B. R.; CHACON, R. G.; HAIDAR, R. F.; MARTINS, R. C.; PIERUCETTI, R. L.; LAGO, F. P. L. S. 2010. Diversidade beta da comunidade herbáceo-arbustiva da Estação Ecológica do Jardim Botânico de Brasília: subsídios para o manejo e conservação. Heringeriana 4: 10-19

- NASCIMENTO, A. R. T.; SANTOS, A. A.; MARTINS, R. C.; DIAS, T. A. B. 2009. Comunidade de palmeiras no território indígena Krahò, Tocantins, Brasil: biodiversidade e aspectos etnobotânicos. Interciencia (Caracas) 34: 182-187

- CHACON, R. G.; MARTINS, R. C.; AZEVEDO, I. N. de C.; OLIVEIRA, M. S.; PAIVA, V.F. 2009. Florística da Estação Ecológica do Jardim Botânico de Brasília. Heringeriana 3: 11-90

- MARTINS, R. C.; CHACON, R. G. 2008. Revisão preliminar das espécies úteis da flora do Cerrado. Heringeriana 2: 85-88

- HAIDAR, R. F.; AMARAL, A. G.; BRANDÃO, M. M.; CARNEIRO, D. C.; MARTINS, R. C.; MATOS, M. Q.; PIERUCCETTI, R. L. G.; LAGO, F. P. L. S. 2008. Fitossociologia e Diversidade do Cerrado sobre Solo Raso na Estação Ecológica do Jardim Botânico de Brasília e sua relação com outros Cerrados em áreas protegidas do Distrito Federal. Heringeriana 2: 43-60

- MARTINS, R. C.; FILGUEIRAS, T.S. 2006. Arecaceae. In: CAVALCANTI, T.A.B. Flora do Distrito Federal, v. 5, p. 47-82

- HENDERSON, A. ; MARTINS, R. C. 2002. Classification of specimens in the Geonoma stricta (Palmae) complex: the problem of leaf size and shape. Brittonia, New York 54: 202-212

### Libros
- SILVA, D. B.; MARTINS, R. C.; AGOSTINI-COSTA, T. S. 2010. Buriti. Jaboticabal: Funep, 47 pp.

- MARTINS, R. C.; SILVA, D. B.; UDRY, M. C.; WETZEL, M. M. V. S.; VIEIRA, R. F.; ALVES, R. B. N.; DIAS, T. A. B.; SILVA, S. R. (orgs.) 2000. Estratégias para Conservação e Manejo de Recursos Genéticos de Plantas Medicinais e Aromáticas. Brasília, DF, 184 pp.

- FARIAS, R.; ALVES, Elizângela R.; MARTINS, R. C.; BARBOZA, A.; GODOY, Rosane Z.; SILVA, João B.; SILVA, R. R. 2002. Caminhando pelo Cerrado- plantas herbáceo-arbustivas: caracteres organolépticos e vegetativos. 1ª ed. Brasília: UNB, v. 5000. 130 pp.

#### Capítulos de libros publicados
- MARTINS, R. C.; FILGUEIRAS, T. S.; SANTELLI, P. 2010. Buriti. In: Roberto Fontes Vieira; Tânia sa Silveira Agostini-Costa, Dijalma Barbosa da Silva, Sueli Matiko Sano, Francisco Ricardo Ferreira (orgs.) Frutas Nativas da Região Centro-oeste do Brasil. Brasília, DF: Embrapa, p. 109-126

- MARTINS, R. C.; SANTELLI, P.; FILGUEIRAS, T. S. 2010. Coquinho-azedo. In: Roberto Fontes Vieira; Tânia sa Silveira Agostini-Costa, Dijalma Barbosa da Silva, Sueli Matiko Sano, Francisco Ricardo Ferreira (orgs.) Frutas Nativas da Região Centro-oeste do Brasil. Brasília: Embrapa, p. 163-173

- PROENÇA, C. E.; SOARES-SILVA, L. H.; RIVERA, V. L.; SIMON, M. F.; OLIVEIRA, R. C.; SANTOS, I. A.; BATISTA, J. A. N.; RAMALHO, C. L.; MIRANDA, Z. J. G.; CARDOSO, C. F. R.; BARBOZA, A.; BIANCHETTI, L. B.; GONCALVES, E. G.; GOMES, S. M.; SILVA, S. R.; MARTINS, R. C. et al. 2010. Regionalização, centros de endemismos e conservação com base em espécies de angispoermas indicadoras da biodiversidade do Cerrado brasileiro. In: Diniz, I.R.; Marinho-Filho,J.; Machado, R.B.; Cavalcanti, R.B. (orgs.) Cerrado: conhecimento quantitativo como subsídio para as ações de conservação. Brasília: Thesaurus

- ARRUDA, M. B.; PROENÇA, C. E. B.; RODRIGUES, S.; CAMPOS, R. N.; MARTINS, R. C.; MARTINS, É. 2008. Ecorregiões, Unidades de Conservação e Representatividade Ecológica do Bioma Cerrado. In: SANO, S.M.; ALMEIDA, S.P.; RIBEIRO, J.F. (orgs.) Cerrado: ecologia e flora. Brasília: Embrapa Informação Tecnológica, p. 229-272

- AGUIAR, S. N. F.; CHACON, R. G.; MARTINS, R. C. 2007. Herbário Ezechias Paulo Heringer-HEPH. In: SALLES, A.H. (org.) Jardim Botânico de Brasília: Diversidade e Conservação. Brasília: Dupligráfica, p. 281-285

- AGUIAR, S. N. F.; MARTINS, R. C.; CHACON, R. G.; MOREIRA, K. R. S.; AZEVEDO, I. N. de C.; OLIVEIRA, M. S.; PAIVA, V. F. 2007. Vegetação e Flora do JBB e EEJBB. In: Anajúlia Heringer Salles (org.) Jardim Botânico de Barsília: Diversidade e Conservação. Brasília: Dupligráfica, 2007, p. 33-68

- MARTINS, R. C.; FILGUEIRAS, T. S. 2006. Arecaceae. In: Cavalcanti, T.B. (org.) Flora do Distrito Federal, Brasil. Brasília, v. 5, p. 47-82

- MARTINS, R. C. 2006. Um olhar sobre as palmeiras de Cafuringa. In: Mecenas, W. (org.) APA de Cafurinfa: a última fronteira natural do DF. Brasília, DF: Secretaria de Meio Ambiente e Recursos Hídricos, v. 1, p. 1-500

### En Congresos
En Anais 10º Simpósio Ambientalista Brasileiro do Cerrado, 2004, Goiânia, GO. . CD ROM/Trabajo completo
- MARTINS, R. C.; FILGUEIRAS, A. D.; ALVARENGA, A.; PROENÇA, C. E. B. COMUNITÁRIAS, Equipes . Implantação de Farmácias Caseiras em Três Comunidades no Nordeste Goiano.
- OLIVEIRA, M. C. de; RIBEIRO, J. F.; BARROS, C. J.; HAYES, K. M.; SILVA, M. R. da; ROCHA, F. E. de C.; MARTINS, R. C. Método participativo de organização social, no Assentamento Belo Horizonte, no Nordeste Goiano

En Anais 55.º Congresso Nacional de Botânica, 2004, Viçosa, MG. CD ROM/Resumos
- MARTINS, R. C.; PROENÇA, C. E.; ALVARENGA, A. O.; HAYES, K. M.; OLIVEIRA, M. C. de. Etnobotânica Aplicada a Melhoria da Qualidade de Vida em Comunidades Rurais no Cerrado, Goiás, Brasil
- MARTINS, R. C.; GOMES, B. M. ESTUDOS BOTÂNICOS PRELIMINARES NO PARQUE ESTADUAL SERRA DAS ARARAS, MINAS GERAIS, BRASIL: FLORÍSTICA E ETNOBOTÂNICA

En Resumos 54.º Congresso Nacional de Botânica, 2003, Belém, PA. CD ROM/
- MARTINS, R. C.; FILGUEIRAS, T. S.; ALMEIDA, S. P. As Palmeiras da Região do Parque Nacional Grande Sertão Veredas (PNGSV): uso e sustentabilidade no cerrado
- MARTINS, R. C.; FILGUEIRAS, T. S.; ALMEIDA, S. P. Flora do Entorno do Parque Nacional Grande Sertão Veredas (PNGSV) com Potencial Extrativista

En Anais do 50.º Congresso Nacional de Botânica, 1999, Blumenau
- MARTINS, R. C. Levantamento Florístico das Arecaceae no Distrito Federal, p. 242
- MARTINS, R. C.; FILGUEIRAS, T. S. Roteiro Morfológico para descrições de Arecaceae (Palmae) da região do Cerrado, p. 253.
- MARTINS, R. C.; FARIAS, R.; RODRIGUESSILVA, R.; BARBOZA, A.; ZANENGA, R.; ALVES, E. R. Chave para identificaçao de 50 espécies de plantas herbáceo-arbustivas do cerrado de Brasília, baseado em caracteres organolépticos e vegetativos, p. 81

## Honores
- Consultora sectorial en Biota, en FUNATURA[7]

### Revisora de ediciones
- 2013. Periódico: Heringeriana
- 2013. Periódico: Rodriguésia (impresso)
- 2013. Periódico: Boletim do Museu de Biologia Mello Leitão

### Membresías
- de la Sociedad Botánica del Brasil.[8][9]

#### de Cuerpo Editorial
- 2007 y continua. Periódico Heringeriana

- La abreviatura «R.C.Martins» se emplea para indicar a Renata Corrêa Martins como autoridad en la descripción y clasificación científica de los vegetales.[10]

- Portal:Biografías. Contenido relacionado con Botánica.
- Portal:Biología. Contenido relacionado con Taxonomía.